# Telomoyo
Telomoyo je dlouhodobě nečinná sopka v centrální části indonéského ostrova Jáva. Patří do vulkanického řetězce táhnoucí se ve směru severozápad–jihovýchod. Nejsevernější členem je stratovulkán Ungaran a na opačném konci leží činná sopka Merapi. Kdy došlo k poslední erupci, není známo.

## Galerie

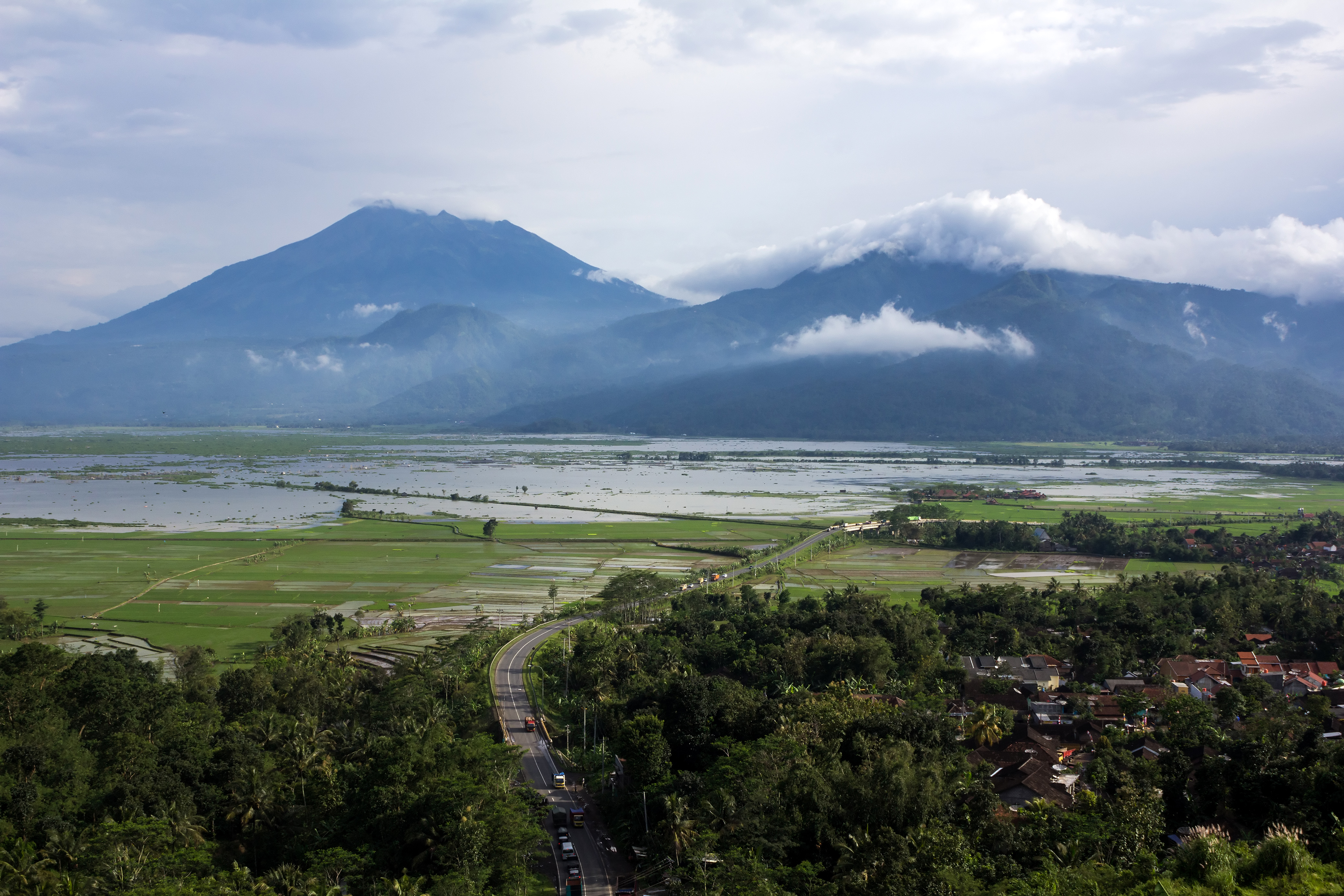
Merbabu (vlevo) a Telomoyo (vpravo).
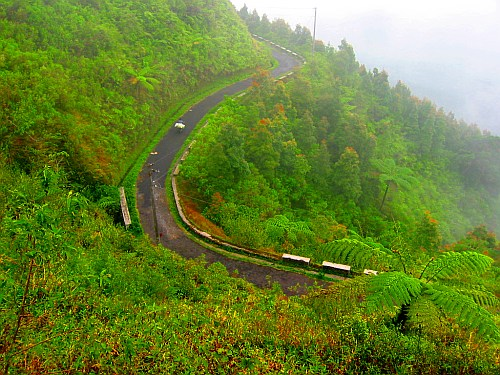
Svah hory.